# 爱荷华州县级行政区列表
美國爱荷华州一共有99個縣。最初的两个县，得梅因县和迪比克县，于1834年创建，当时爱荷华州仍然是密歇根领地的一部分。为了准备密歇根建州，密歇根领地的一部分于1836年组建成威斯康星领地。两年后，西部分裂成为爱荷华领地。爱荷华领地东南部于1846年12月28日成为爱荷华州，是联盟第29个州，这时44个县已经成立。县继续由州政府创建，直到1857年，当时最后一个县洪堡县成立。 爱荷华县历史上最重要的日子之一是1851年1月15日，那天建立了49个县。
1857年的《爱荷华州宪法》至今仍然有效，它规定县的面积至少为432平方英里（1120平方公里），任何一个县不得因边界变化而缩小到这个规模以下。然而，这个规则的例外是被允许的，因为有十个县的面积低于这个规模。（下表显示土地面积，但宪法涉及总面积）
以下表格會在每一個縣的名稱後面列出其聯邦資料處理標準代碼（簡稱FIPS代碼），該代碼是聯邦政府用來區分各州和各縣的唯一識別碼。爱荷华州的代碼是19，結合任何一個縣的代碼則為「19XXX」。所有的FIPS代碼將鏈接至該縣最近的一次人口普查數據。

## 县级行政区列表
| 县名           | FIPS代碼                   | 县治               | 成立年份 | 成立自                         | 县名来源                                                                                                | 人口    | 面积         | 位置 |
| 亚代尔县       | 001                        | 格林菲尔德         | 1851年   | 卡斯县                         | 约翰·亚岱尔 (John Adair), 肯塔基州第八任州长                                                            | 7,682   | 1474平方公里 |      |
| 亚当斯县       | 003                        | 科宁               | 1851年   | 泰勒县                         | 约翰·亚当斯（John Adams）,美国第2任总统                                                                 | 4,029   | 1098平方公里 |      |
| 阿勒馬基县     | 005                        | 沃坎               | 1847年   | 克莱顿县                       | 有争议，可能为Allan Makee，早期的印第安贸易商和早期殖民者的向导                                         | 14,330  | 1658平方公里 |      |
| 阿珀努斯县     | 007                        | 森特维尔           | 1843年   | 戴维斯县                       | 阿珀努斯，在黑鹰战争中领导和平方面的美国原住民首领                                                      | 12,884  | 1285平方公里 |      |
| 奥德班县       | 009                        | 奥德班             | 1851年   | 布莱克霍克县和卡斯县           | 约翰·詹姆斯·奥杜邦（John James Audubon），美国画家、博物学家                                            | 6,119   | 1147平方公里 |      |
| 本顿县         | 011                        | 文顿               | 1837年   | 美洲原住民土地和威斯康星领地   | 托马斯·哈特·本顿，美国参议员                                                                            | 26,076  | 1854平方公里 |      |
| 布莱克霍克县   | 013                        | 滑铁卢             | 1843年   | 特拉华县                       | 布莱克·霍克，福克斯和萨克印第安人的首领以及黑鹰战争的领导人                                             | 131,090 | 1469平方公里 |      |
| 布恩县         | 015                        | 布恩               | 1846年   | 波尔克县                       | 内森·布恩（Nathan Boone）是爱荷华州首批调查人员之一                                                     | 26,306  | 1481平方公里 |      |
| 布雷默县       | 017 （页面存档备份，存于） | 韦弗利             | 1851年   | 美洲原住民土地和温纳贝戈县     | 弗雷德里卡·布雷默，瑞典诗人和作家                                                                       | 24,276  | 1109平方公里 |      |
| 布坎南县       | 019                        | 独立城             | 1837年   | 特拉华县和威斯康星领地         | 詹姆斯·布坎南，美国第15任总统                                                                           | 20,958  | 1479平方公里 |      |
| 比尤納維斯塔縣 | 021                        | 斯托姆莱克         | 1851年   | 克莱县和索克县                 | 布尤纳维斯塔战役，在美墨战争期间的一场战役                                                              | 20,260  | 1489平方公里 |      |
| 巴特勒县       | 023                        | 阿利森             | 1851年   | 布莱克霍克县和布坎南县         | 威廉·奥兰多·巴特勒，1812年战争英雄，副总统候选人竞选未成功                                              | 14,867  | 1502平方公里 |      |
| 卡尔霍恩县     | 025                        | 罗克韦尔城         | 1851年   | 福克斯縣（重命名）             | 约翰·C·卡尔霍恩，第七任美国副总统                                                                       | 9,670   | 1476平方公里 |      |
| 卡洛尔县       | 027                        | 卡洛尔             | 1851年   | 加斯里县                       | 查尔斯·卡罗尔（Charles Carroll），《独立宣言》签署人中寿命最长的一位                                    | 20,816  | 1474平方公里 |      |
| 卡斯县         | 029                        | 大西洋             | 1851年   | 波特瓦特米县                   | 刘易斯·卡斯，曾任密歇根领地总督（1813年-1831年）、美国参议员                                            | 13,956  | 1461平方公里 |      |
| 錫達郡         | 031                        | 蒂普顿             | 1837年   | 威斯康星领地                   | 红锡达河，贯穿全县的河流                                                                                | 18,499  | 1502平方公里 |      |
| 塞罗戈多县     | 033                        | 梅森城             | 1851年   | 弗洛伊德县                     | 塞罗戈多战役，在美墨战争期间的战役                                                                      | 44,151  | 1471平方公里 |      |
| 切罗基县       | 035                        | 切罗基             | 1851年   | 克劳福德县                     | 切羅基人，美洲原住民部落                                                                                | 12,072  | 1494平方公里 |      |
| 奇克索县       | 037                        | 新汉普顿           | 1851年   | 费耶特县                       | 奇克索人，美洲原住民部落                                                                                | 12,439  | 1308平方公里 |      |
| 克拉克县       | 039                        | 奥西奥拉           | 1846年   | 卢卡斯县                       | 爱荷华领地第三任总督詹姆斯·克拉克（1845-1846）                                                          | 26,253  | 1582平方公里 |      |
| 克莱县         | 041                        | 斯潘塞             | 1851年   | 美洲原住民土地                 | 亨利·克莱（John Henry Clay，Jr.），美墨战争中的军官                                                     | 16,667  | 1474平方公里 |      |
| 克莱顿县       | 043                        | 艾喀德             | 1837年   | 迪比克县和威斯康星领地         | 约翰·M·克莱顿，曾任美国国务卿                                                                           | 18,129  | 2018平方公里 |      |
| 克林顿县       | 045                        | 克林顿             | 1837年   | 迪比克县和威斯康星领地         | 德威特·克林顿（1769-1828），纽约州州长                                                                  | 49,116  | 1800平方公里 |      |
| 克劳福德县     | 047                        | 丹尼森             | 1851年   | 谢尔比县                       | 威廉·H·克劳福德（William Harris Crawford，1772年－1834年），曾任美国参议员                              | 17,096  | 1849平方公里 |      |
| 达拉斯县       | 049                        | 阿戴爾             | 1846年   | 波尔克县                       | 喬治·M·達拉斯（George Miffin Dallas，1792年－1864年），美国第11任副总统                                 | 66,135  | 1518平方公里 |      |
| 戴维斯县       | 051                        | 布卢姆菲尔德       | 1843年   | 范布伦县                       | 加勒特·戴维斯（1801-1872），国会议员                                                                    | 8,753   | 1303平方公里 |      |
| 第開特郡       | 053                        | 莱昂               | 1846年   | 阿珀努斯县                     | 斯蒂芬·迪凯特（Stephen Decatur）（1779-1820），1812年战争中的海军军官                                   | 8,457   | 1378平方公里 |      |
| 特拉华县       | 055 （页面存档备份，存于） | 曼彻斯特           | 1837年   | 迪比克县和威斯康星领地         | 特拉华州，爱荷华建州主张者聯邦参议员约翰·M·克莱顿的家乡                                                 | 17,764  | 1497平方公里 |      |
| 得梅因縣       | 057                        | 伯灵顿             | 1834年   | 密歇根领地和威斯康星领地       | 得梅因河，曾经穿过县的河流                                                                              | 40,325  | 1077平方公里 |      |
| 迪金森县       | 059                        | 斯皮里特莱克       | 1851年   | 科苏特县                       | 丹尼尔·迪金森（1800-1866），来自纽约的美国参议员                                                        | 16,667  | 987平方公里  |      |
| 迪比克县       | 061                        | 迪比克             | 1834年   | 密歇根领地和威斯康星领地       | 朱利恩·迪比克（1762-1810），爱荷华州第一个永久的白人定居者                                              | 93,653  | 1575平方公里 |      |
| 埃米特县       | 063                        | 埃斯特维尔         | 1851年   | 迪金森县和科苏特县             | 罗伯特·埃米特（Robert Emmet，1778年－1803年）一名爱尔兰民族主义者、演说家和革命家                       | 10,302  | 1026平方公里 |      |
| 费耶特县       | 065                        | 西尤宁             | 1837年   | 克莱顿县和威斯康星领地         | 拉斐德侯爵（Marquis de La Fayette，1757年－1834年），法国将军，同时参与过美國獨立戰爭与法国大革命       | 20,880  | 1893平方公里 |      |
| 弗洛伊德县     | 067                        | 查尔斯城           | 1851年   | 奇克索县                       | 查尔斯·弗洛伊德（1782-1804），刘易斯与克拉克远征队的成员，在爱荷华州死亡                                | 16,303  | 1298平方公里 |      |
| 富兰克林县     | 069                        | 汉普顿             | 1851年   | 奇克索县                       | 本傑明·富蘭克林（1706年－1790年），是美国著名政治家和美国开国元勋                                       | 10,680  | 1507平方公里 |      |
| 弗里蒙特县     | 071                        | 悉尼               | 1847年   | 波特瓦特米县                   | 约翰·查尔斯·弗里蒙特（Charles Charles Fremont，1813-1890），美墨战争中的军官                            | 7,441   | 1323平方公里 |      |
| 格林县         | 073                        | 杰弗逊             | 1851年   | 达拉斯县                       | 纳瑟内尔·格林（Nathanael Greene，1742年－1786年），美国独立战争时期大陆军将领                           | 9,336   | 1471平方公里 |      |
| 格兰迪县       | 075                        | 格兰迪森特         | 1851年   | 布莱克霍克县                   | 费利克斯·格伦迪（Felix Grundy，1777年－1840年），曾任美国参议员和美国司法部长                           | 12,453  | 1303平方公里 |      |
| 加斯里县       | 077                        | 加斯里森特         | 1851年   | 杰克逊县                       | 埃德温·B·格思里，美墨战争中的军官                                                                       | 10,954  | 1531平方公里 |      |
| 汉密尔顿县     | 079                        | 韦伯斯特城         | 1856年   | 韦伯斯特县                     | 威廉·哈密尔顿，艾奥瓦州参议院议长（1856-1857）                                                          | 15,673  | 1494平方公里 |      |
| 汉考克县       | 081                        | 加纳               | 1851年   | 赖特县                         | 约翰·汉考克（John Hancock，1737年－1793年），曾于1775年-1777年任大陆会议主席， 是独立宣言的第一个签署人 | 11,341  | 1479平方公里 |      |
| 哈丁县         | 083                        | 埃尔多拉           | 1851年   | 布莱克霍克县                   | 约翰·哈丁（John J. Hardin，1810-1847），黑鷹戰爭中的杰出士兵                                            | 17,534  | 1474平方公里 |      |
| 哈里森县       | 085                        | 洛根               | 1851年   | 波特瓦特米县                   | 威廉·亨利·哈里森（William Henry Harrison，1773年－1841年），是美国第9任总统                             | 14,928  | 1805平方公里 |      |
| 亨利县         | 087                        | 芒特普莱森特       | 1836年   | 威斯康星领地                   | 争议; 威斯康辛领地的亨利·道奇（1782-1867）; 或詹姆斯·多尔蒂·亨利，黑鹰战争将军                          | 20,145  | 1124平方公里 |      |
| 霍华德县       | 089                        | 克雷斯科           | 1851年   | 奇克索县                       | 国会议员蒂尔曼·阿什苏斯·霍华德（1797-1844）                                                             | 9,566   | 1225平方公里 |      |
| 洪堡县         | 091                        | 达科他城           | 1857年   | 韦伯斯特县                     | 亚历山大·冯·洪堡（1769年－1859年），著名的德国自然科学家                                                | 9,815   | 1124平方公里 |      |
| 艾达县         | 093                        | 艾达格罗夫         | 1851年   | 切罗基县                       | 希腊的艾达山                                                                                            | 7,089   | 1119平方公里 |      |
| 愛荷華郡       | 095                        | 马伦戈             | 1843年   | 华盛顿县                       | 爱荷华河，流经该县的河流，本身以爱荷华美洲原住民部落命名                                                | 16,355  | 1518平方公里 |      |
| 杰克逊县       | 097                        | 马科基塔           | 1837年   | 威斯康星领地                   | 安德鲁·杰克逊（Andrew Jackson，1767年－1845年），第7任美国总统                                          | 19,848  | 1647平方公里 |      |
| 賈斯珀郡       | 099                        | 牛顿               | 1846年   | 马哈斯卡县                     | 威廉·杰斯帕（1750-1779），美國獨立戰爭中的军士                                                          | 36,842  | 1891平方公里 |      |
| 杰斐逊县       | 101                        | 费尔菲尔德         | 1843年   | 美洲原住民土地                 | 托马斯·杰斐逊（1743年－1826年），美利坚合众国第三任总统                                                 | 16,843  | 1127平方公里 |      |
| 约翰逊县       | 103                        | 愛荷華城           | 1837年   | 得梅因县和威斯康星领地         | 理查德·门特·约翰逊（1780年－1850年），美国副总统（1837年-1841年）                                       | 130,882 | 1590平方公里 |      |
| 琼斯县         | 105                        | 阿纳莫萨           | 1837年   | 威斯康星领地                   | 乔治·华莱士·琼斯（1804-1896），来自爱荷华州的美国参议员                                                 | 20,638  | 1489平方公里 |      |
| 基奥卡克县     | 107                        | 锡古尼             | 1837年   | 华盛顿县                       | 基奥卡克（1767-1848），美洲原住民部落索克人酋长                                                         | 10,511  | 1500平方公里 |      |
| 科苏特县       | 109                        | 阿尔戈纳           | 1851年   | 韦伯斯特县                     | 科苏特·拉约什（1802-1894年）匈牙利革命家、政治家,匈牙利民族英雄                                         | 15,543  | 2520平方公里 |      |
| 李县           | 111                        | 麦迪逊堡和基奥卡克 | 1836年   | 得梅因县                       | 威廉·埃利奥特·李，来自纽约土地公司的商人，出售了该县的第一批土地                                        | 35,862  | 1339平方公里 |      |
| 林县           | 113                        | 錫達拉皮茲         | 1837年   | 威斯康星领地                   | 刘易斯·菲尔德·林（1795-1843），密苏里州的联邦参议员                                                     | 211,226 | 1860平方公里 |      |
| 路易莎县       | 115                        | 瓦佩洛             | 1836年   | 得梅因县                       | 争议; 路易莎·梅西（Louisa Massey），一名以报复哥哥的死亡而闻名的女人; 或弗吉尼亚州路易莎郡              | 11,387  | 1041平方公里 |      |
| 卢卡斯县       | 117 （页面存档备份，存于） | 沙里顿             | 1846年   | 门罗县                         | 罗伯特·卢卡斯（1781年-1853年），爱荷华领地第一任总督                                                    | 8,898   | 1116平方公里 |      |
| 莱昂县         | 119 （页面存档备份，存于） | 罗克拉皮兹         | 1851年   | 伍德伯里县                     | 纳撒尼尔·莱昂（1818-1861），在南北战争中被杀的第一位联合邦将军（以前叫布农科姆县）                      | 11,581  | 1523平方公里 |      |
| 麦迪逊县       | 121 （页面存档备份，存于） | 温特塞特           | 1846年   | 波尔克县                       | 詹姆斯·麦迪逊（1751-1836），美国第四任总统                                                              | 15,679  | 1453平方公里 |      |
| 马哈斯卡县     | 123 （页面存档备份，存于） | 奥斯卡卢萨         | 1843年   | 福克斯和索克印第安人土地       | 马哈斯卡（1784-1834），爱荷华美洲原住民部落的酋长                                                       | 22,381  | 1479平方公里 |      |
| 马里昂县       | 125 （页面存档备份，存于） | 诺克斯维尔         | 1845年   | 华盛顿县                       | 弗朗西斯·马里昂（1732-1795），美国革命战争中的将军                                                      | 33,309  | 1435平方公里 |      |
| 马歇尔县       | 127 （页面存档备份，存于） | 马歇尔敦           | 1846年   | 杰斯帕县                       | 约翰·马歇尔，1755年－1835年，曾任美国国务卿（1800年-1801年）和美国首席大法官（1801年-1835年）           | 40,648  | 1481平方公里 |      |
| 米尔斯县       | 129 （页面存档备份，存于） | 格伦伍德           | 1851年   | 波特瓦特米县                   | 弗雷德里克·米尔斯，美墨战争期间在库鲁布斯科战役遇难的少校                                               | 15,059  | 1132平方公里 |      |
| 米切尔县       | 131 （页面存档备份，存于） | 欧塞奇             | 1851年   | 奇克索县                       | 约翰·米切尔（1815-1875），爱尔兰革命家，一度在美国经营                                                  | 10,776  | 1215平方公里 |      |
| 莫诺纳县       | 133 （页面存档备份，存于） | 奥纳瓦             | 1851年   | 哈里森县                       | 美国原住民的话，可能翻译成“和平山谷”                                                                    | 9,243   | 1795平方公里 |      |
| 门罗县         | 135                        | 阿尔比亚           | 1843年   | 瓦佩洛县                       | 詹姆斯·门罗（1758-1831），美国第五任总统                                                                | 7,970   | 1121平方公里 |      |
| 蒙哥马利县     | 137                        | 雷德奥克           | 1851年   | 波尔克县                       | 理查德·蒙哥马利（Richard Montgomery，1738－1775年），美国独立战争初期于大陆军出任将军                   | 10,740  | 1098平方公里 |      |
| 馬斯卡廷縣     | 139                        | 马斯卡廷           | 1836年   | 得梅因县                       | 马斯卡廷，美洲原住民部落                                                                                | 42,745  | 1137平方公里 |      |
| 奥布赖恩县     | 141 （页面存档备份，存于） | 普里姆加尔         | 1851年   | 切罗基县                       | 威廉·史密斯·奥布赖恩（1803-1864），爱尔兰革命家，受美国民主理想的启发                                   | 14,398  | 1484平方公里 |      |
| 奥西欧拉县     | 143 （页面存档备份，存于） | 锡布利             | 1851年   | 伍德伯里县                     | 奥西欧拉（1804-1838）美国原住民领袖                                                                     | 6,462   | 1033平方公里 |      |
| 佩奇县         | 145 （页面存档备份，存于） | 克拉林达           | 1847年   | 波特瓦特米县                   | 约翰·佩奇（John Page）在美墨战争帕洛·阿尔托战役中遇难的军官                                             | 15,932  | 1386平方公里 |      |
| 帕洛阿尔托县   | 147 （页面存档备份，存于） | 埃米茨堡           | 1851年   | 科苏特县                       | 美墨战争中的帕洛阿尔托战役                                                                              | 9,421   | 1461平方公里 |      |
| 普利茅斯县     | 149 （页面存档备份，存于） | 勒马斯             | 1851年   | 伍德伯里县                     | 五月花号来到美国的朝圣者的着陆点                                                                        | 24,986  | 2238平方公里 |      |
| 波卡洪塔斯县   | 151                        | 波卡洪塔斯         | 1851年   | 格林县和洪堡县                 | 波卡洪塔斯（1595-1618），着名的美洲原住民女性                                                           | 7,310   | 1497平方公里 |      |
| 波尔克县       | 153 （页面存档备份，存于） | 德梅因             | 1846年   | 美洲原住民土地                 | 詹姆斯·诺克斯·波尔克（1795-1849），美国第十一任总统                                                     | 430,640 | 1476平方公里 |      |
| 波特瓦特米县   | 155 （页面存档备份，存于） | 康瑟尔布拉夫斯     | 1847年   | 美洲原住民土地                 | 波特瓦特米，美洲原住民部落                                                                              | 93,158  | 2471平方公里 |      |
| 保厄希克县     | 157                        | 蒙特苏马           | 1843年   | Mesquakie 印第安土地           | 福克斯部落首领保厄希克                                                                                  | 18,914  | 1515平方公里 |      |
| 灵戈尔德县     | 159 （页面存档备份，存于） | 芒特艾尔           | 1847年   | 泰勒县                         | 塞缪尔·灵戈尔德（1796-1846），在美墨战争中遇难的少校                                                    | 5,131   | 1393平方公里 |      |
| 索克县         | 161 （页面存档备份，存于） | 索克城             | 1851年   | 格林县                         | 索克族，美洲原住民部落                                                                                  | 10,350  | 1492平方公里 |      |
| 斯科特县       | 163 （页面存档备份，存于） | 达文波特           | 1837年   | 威斯康星领地                   | 温菲尔德·斯科特（1786-1866），1812年战争期间美国陆军总司令                                              | 165,224 | 1186平方公里 |      |
| 谢尔比县       | 165 （页面存档备份，存于） | 哈伦               | 1851年   | 卡斯县                         | 艾萨克·谢尔比（1750-1826），美国独立战争和1812年战争的将军                                              | 12,167  | 1531平方公里 |      |
| 苏县           | 167 （页面存档备份，存于） | 奥兰治城           | 1851年   | 普利茅斯县                     | 苏族，美洲原住民部落                                                                                    | 33,704  | 1989平方公里 |      |
| 斯托里县       | 169 （页面存档备份，存于） | 内华达             | 1846年   | 布恩县、杰斯帕县和波尔克县     | 约瑟夫·斯托里（1779-1845），美国最高法院法官                                                            | 89,542  | 1484平方公里 |      |
| 泰马县         | 171                        | 托莱多             | 1843年   | 本顿县和布恩县                 | 争议; 福克斯酋长的名字; 或者保厄希克的妻子                                                              | 17,767  | 1867平方公里 |      |
| 泰勒县         | 173 （页面存档备份，存于） | 贝德福德           | 1847年   | 佩奇县                         | 扎卡里·泰勒（1784-1850），美国第十二任总统                                                              | 6,317   | 1383平方公里 |      |
| 尤寧郡         | 175 （页面存档备份，存于） | 克雷斯顿           | 1851年   | 克拉克县                       | 南北战争中的北方联邦（Union）                                                                           | 12,534  | 1098平方公里 |      |
| 范布伦县       | 177 （页面存档备份，存于） | 基奥索夸           | 1836年   | 得梅因县                       | 马丁·范布伦（1782-1862），美国第八任总统                                                                | 7,570   | 1256平方公里 |      |
| 瓦佩洛县       | 179 （页面存档备份，存于） | 奥塔姆瓦           | 1843年   | 美洲原住民土地                 | 瓦佩洛，福克斯美洲原住民部落首领                                                                        | 35,625  | 1119平方公里 |      |
| 沃伦县         | 181                        | 印第安诺拉         | 1846年   | 波尔克县                       | 約瑟·瓦倫（Joseph Warren，1741-1775），美国独立战争将军                                                 | 46,225  | 1481平方公里 |      |
| 华盛顿县       | 183                        | 华盛顿             | 1839年   | 威斯康星领地                   | 乔治·华盛顿（1732-1799），美国第一任总统                                                                | 21,704  | 1474平方公里 |      |
| 韦恩县         | 185 （页面存档备份，存于） | 科里登             | 1846年   | 阿珀努斯县                     | 安东尼·韦恩（1745-1796），美国独立战争将军                                                              | 6,403   | 1362平方公里 |      |
| 韦伯斯特县     | 187 （页面存档备份，存于） | 道奇堡             | 1853年   | 里斯利县和耶尔县（已撤销的县） | 丹尼尔·韦伯斯特（1782-1852），来自马萨诸塞州的美国参议员                                                | 38,013  | 1852平方公里 |      |
| 温纳贝戈县     | 189 （页面存档备份，存于） | 森林城             | 1851年   | 科苏特县                       | 温纳贝戈，美洲原住民部落                                                                                | 10,866  | 1036平方公里 |      |
| 温纳希克县     | 191 （页面存档备份，存于） | 迪科拉             | 1847年   | 美洲原住民土地                 | 温纳希克，温纳贝戈美洲原住民部落首领                                                                    | 21,056  | 1787平方公里 |      |
| 伍德伯里縣     | 193 （页面存档备份，存于） | 苏城               | 1853年   | 波尔克县                       | 利瓦伊·伍德伯里（1789-1851），新罕布什尔州州长（原名瓦克县）                                            | 102,172 | 2261平方公里 |      |
| 沃思县         | 195 （页面存档备份，存于） | 诺斯伍德           | 1847年   | 米切尔县                       | 威廉·詹金斯·沃思（1794-1849），黑鹰战争和美墨战争的军官                                                 | 7,598   | 1036平方公里 |      |
| 赖特县         | 197 （页面存档备份，存于） | 克拉里恩           | 1851年   | 韦伯斯特县和科苏特县           | 纽约州州长西拉斯·赖特（1795-1847）和印第安纳州州长约瑟夫·阿尔伯特·赖特（1810-1867），兄弟               | 13,229  | 1505平方公里 |      |

## 已廢除的縣
以下县不再存在：
- 班克罗夫特县 (1851–1855), 并入科苏特县[18]
- 库克县 (1836–1837), 并入马斯卡廷县[19]
- 克罗克县 (1870–1871), 并入科苏特县[20]
- 里斯利县 (1851–1853), 组成韦伯斯特县[21]
- 耶尔县 (1851–1853), 组成韦伯斯特县[22]